# OM 665 « Superba »
L'OM 665 « Superba » est une automobile à l'origine lancée en 1923 par le constructeur italien OM.

## Histoire
La « Società Anonima Officine Meccaniche » est créée en 1899 à Milan. C'est le résultat de la fusion de deux grosses entreprises spécialisées dans la fonderie et la construction mécanique lourde. Ses productions concernent la production de matériels ferroviaires et tramways. Le 1er octobre 1917, la société OM rachète son confrère Züst SpA, constructeur réputé d'automobiles de luxe, de camions et d'avions.
C'est en 1918 que OM, devenu constructeur automobile, lance le premier modèle issu de sa propre conception, la voiture OM S 305 mais qui reste toutefois inspirée de la production Züst. 
En 1923, le constructeur présente un modèle très novateur, l'OM 665 « Superba », une voiture équipée d'un moteur 6 cylindres de 1 991 cm3, développant 40 chevaux. C'est le premier moteur automobile 6 cylindres de la toute jeune marque qui s'avèrera très robuste, fiable et consommant relativement peu, monté sur un châssis hors du commun.
Le nom du modèle, selon la tradition OM, correspond à :
- 1er chiffre - 6 - au nombre de cylindres,
- les 2 chiffres suivants - 65 - à l'alésage.

Le moteur était quasiment dérivé du moteur de l'OM 469 qui était un 4 cylindres avec un alésage de 65 mm. Celui de l'OM 665 était un 6 cylindres correspondant au moteur de la 469 auquel il a été ajouté deux cylindres. Il disposait, comme son ainé, de soupapes latérales, conception qui sera critiquée dans un premier temps car Fiat et Alfa Romeo proposaient déjà des moteurs avec soupapes en tête.
Grâce à son poids à vide inférieur à la concurrence, l'OM 665 se montra très facile à conduire, faisant preuve même de légèreté avec une tenue de route exemplaire. La version avec un simple carburateur développait 40 chevaux, celle avec deux carburateurs atteignait 60 ch et propulsait la voiture à 120 km/h. La voiture se forgea rapidement une réputation de fiabilité, de conduite aisée et d'un caractère sportif.
Deux châssis étaient proposés, le premier « N » dit normal avec un empattement de 3.100 mm destiné aux versions berline et torpédo, et une version « S » dite sportive avec un empattement ramené à 2.800 mm. Encouragé par les succès remportés par les clients amateurs dans les courses locales, le constructeur décida rapidement d'exploiter cette caractéristique et de proposer une version « SMM » pour aligner sa voiture à la fameuse course Mille Miglia de 1928, disposant d'un empattement réduit à 2.790 mm.
En 1930, OM crée un nouveau moteur d'une cylindrée de 2 221 cm3 développant 55 ch pour la berline et 65 ch pour la version sportive. Un compresseur volumétrique fait son apparition sur la version course qui lui permet de disposer d'une puissance extraordinaire pour l'époque de 80 ch et de dépasser les 150 km/h en vitesse de pointe.
La fabrication du modèle prendra fin en 1934 après que la société ait été rachetée par le groupe Fiat qui orienta le constructeur sur ses autres productions : matériel ferroviaire et poids lourds.

## La compétition

### Grande Bretagne
Alors que le constructeur milanais gérait sa présence en compétition directement en Italie, en 1926 un des concessionnaires britanniques de la marque italienne, L. C. Rawlence & Company, engagea l'ingénieur et pilote Richard E. Oats pour développer les capacités de la voiture afin de l'engager dans les courses automobiles anglaises et notamment à Brooklands. Malgré les nombreuses modifications apportées à la voiture, elle ne gagna aucune course. Mais l'idée du compresseur volumétrique sera reprise par OM pour la version « SMM ».

### L'écurie italienne
La version « S » de la 665 fut dès l'origine, étudiée pour pouvoir être engagée en compétition. Dès 1924, les OM 665 S pilotées par Renato Balestrero obtint de bons résultats en compétition avec de nombreux podiums et victoires comme à la Coppa Montenero, au Grand Prix automobile de Tripoli et aux 12 heures de San Sébastian ainsi qu'une 5ème place au général de la Targa Florio de 1925.
Les voitures engagées aux 24 Heures du Mans 1925 en catégorie 2 litres terminèrent 4èmes ex æquo au classement général et premières ex æquo en catégorie 2 litres.  Résultat similaire en 1926, avec les 4ème et 5ème places au classement général et les deux premières place de la catégorie.
En 1927, lors de la première compétition de la fameuse Mille Miglia, les 3 OM 665 S ne laissèrent aucun autre concurrent monter sur le podium en remportant les 3 premières places.
En 1928, la voiture se classa à la 2ème place du général mais les 8 voitures engagées se placèrent aux 8 premières places de la catégorie 2 litres.
La dernière participation à course mythique en 1931 verra la voiture classée 2de au général.